# Judit I
Judit I és una pintura a l'oli de Gustav Klimt de 1901. Representa la figura bíblica del Llibre de Judit sostenint el cap d'Holofernes després de decapitar-lo. La decapitació i les seves conseqüències s'han representat sovint en l'art des del Renaixement, i el mateix Klimt en va pintar una segona obra que representa el mateix el tema el 1909.

## Context
Judit va ser l'heroïna bíblica que va seduir i després decapitar al general Holofernes per a salvar la seva ciutat natal de Betulia de la destrucció per l'exèrcit assiri. Quan Klimt va abordar el tema bíblic de Judit, el curs històric de l'art ja n'havia codificat la interpretació principal i la representació preferida. Existeixen nombroses pintures que descriuen l'episodi d'una manera heroica, especialment expressant el coratge i la naturalesa virtuosa de Judit. Judit hi apareix com l'instrument de salvació de Déu, tot i que la violència de la seva acció és innegable i es mostra dramàticament en la representació de Caravaggio, així com les d'Artemisia Gentileschi i Trophime Bigot. Altres l'han representat en el moment posterior, quan una Judit commocionada sosté el cap tallat d'Holofernes, tal com anticipen Gustave Moreau i Cristofano Allori als seus quadres mitològics.
Klimt ignora deliberadament qualsevol referència narrativa i concentra la seva representació pictòrica únicament en Judit, tant és així que talla el cap d'Holofernes al marge dret del quadre i no conserva cap rastre d'una espasa ensangonada com si l'heroïna hagués utilitzat una arma diferent: una omissió que legitima l'associació amb Salomé III. El moment anterior a l'assassinat, la seducció del general de Nabucodonosor II, sembla fusionar-se amb la part final de la història.

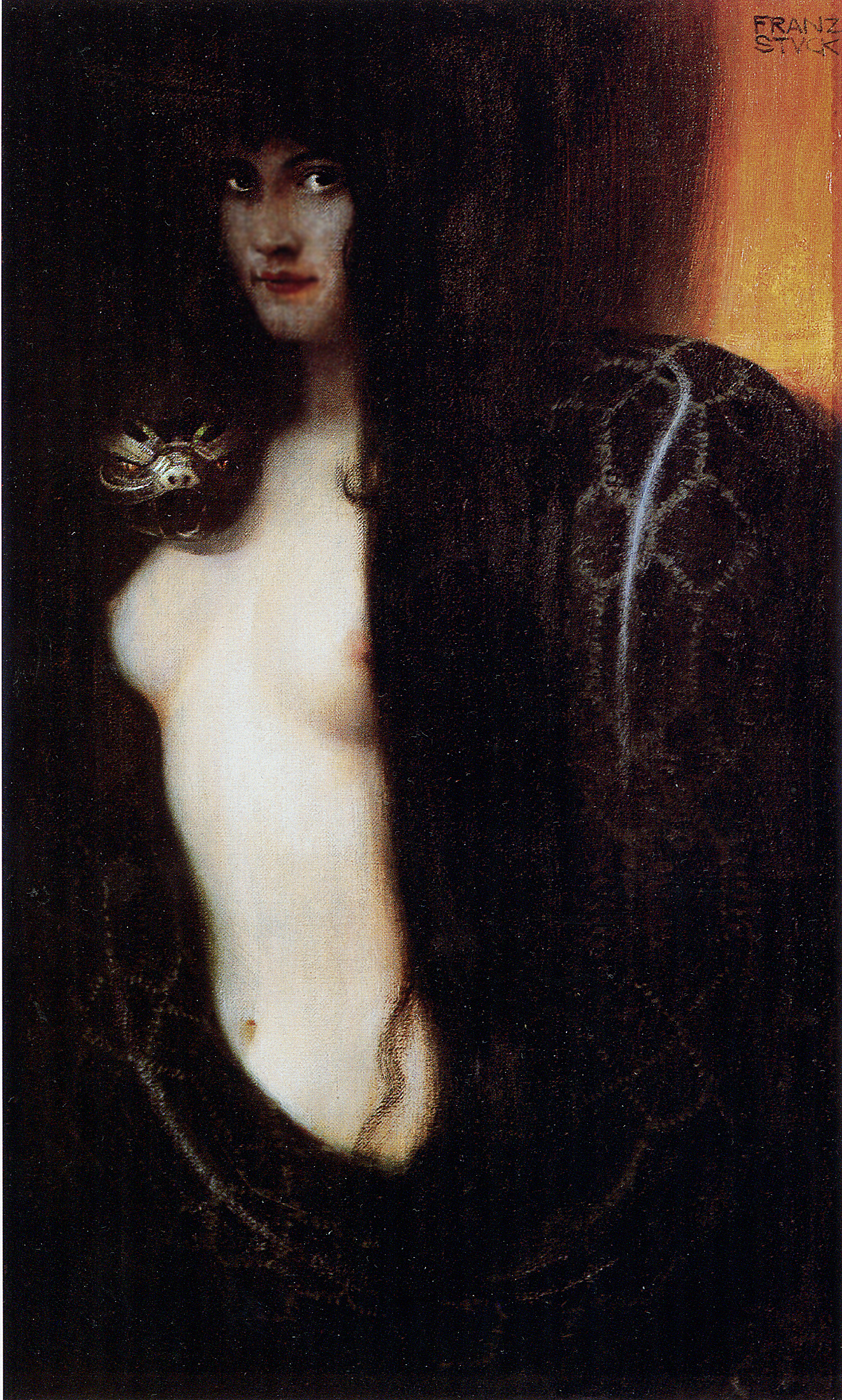
El pecat de Franz von Stuck (1983)

Judit I comparteix elements de la seva composició i simbolisme amb El pecat de Franz von Stuck: la temptació il·lustrada pel pintor alemany esdevé el model de la dona fatal de Klimt en suggerir la postura del cos despullat i evanescent com a peça focal del llenç, així com el conjunt facial. La força de Judit prové del primer pla i de la solidesa de la postura, representada per la projecció ortogonal de les línies: a la verticalitat del cos (i a la d'Holofernes) corresponen els paral·lels horitzontals al marge inferior, els del braç, les espatlles unides pel collaret, i finalment la base del cabell.

## Anàlisi
La cara de Judit traspua una càrrega barrejada de voluptuositat i perversió. Els seus trets es transfiguren per a obtenir el major grau d'intensitat i seducció, que Klimt aconsegueix situant la dona en un pla inabastable. Malgrat l'alteració dels trets, es pot reconèixer a l'amiga (i possiblement, amant) de Klimt, Adele Bloch-Bauer, objecte d'altres dos retrats realitzats respectivament el 1907 i el 1912, i també a Pallas Athena. El cap lleugerament aixecat fa la impressió d'orgull, mentre que el seu rostre és lànguid i sensual, amb els llavis oberts entre el desafiament i la seducció. L'historiador Franz AJ Szabo ho interpreta com un «símbol del triomf del principi eròtic femení sobre l'agressiu masculí». La seva mirada mig tancada, que també es relaciona a una expressió de plaer, s'enfronta directament a l'espectador. El 1903, el crític Felix Salten va descriure l'expressió de Judit com «un foc sensual a la seva mirada fosca, crueltat a les línies de la boca mentre els orificis nasals tremolen de passió. Forces misterioses semblen estar dorments dins d'aquesta dona seductora». Tot i que Judit s'havia interpretat típicament com la vídua piadosa que simplement complia un deure superior, a Judit I és un paradigma de la dona fatal que Klimt retratava repetidament a la seva obra. Aquesta nova versió de Judit suggereix més aviat un subtext sexual que sembla absent de la història bíblica. El contrast entre el cabell negre i la lluminositat daurada del fons potencien l'elegància i l'exaltació. El pentinat de moda es destaca pels motius estilitzats dels arbres presents als costats. La peça de roba de color verd fosc desordenat i semitransparent, que ofereix a l'espectador una visió del seu tors gairebé nu, al·ludeix al fet que Judit va engalipar el general Holofernes abans de decapitar-lo.

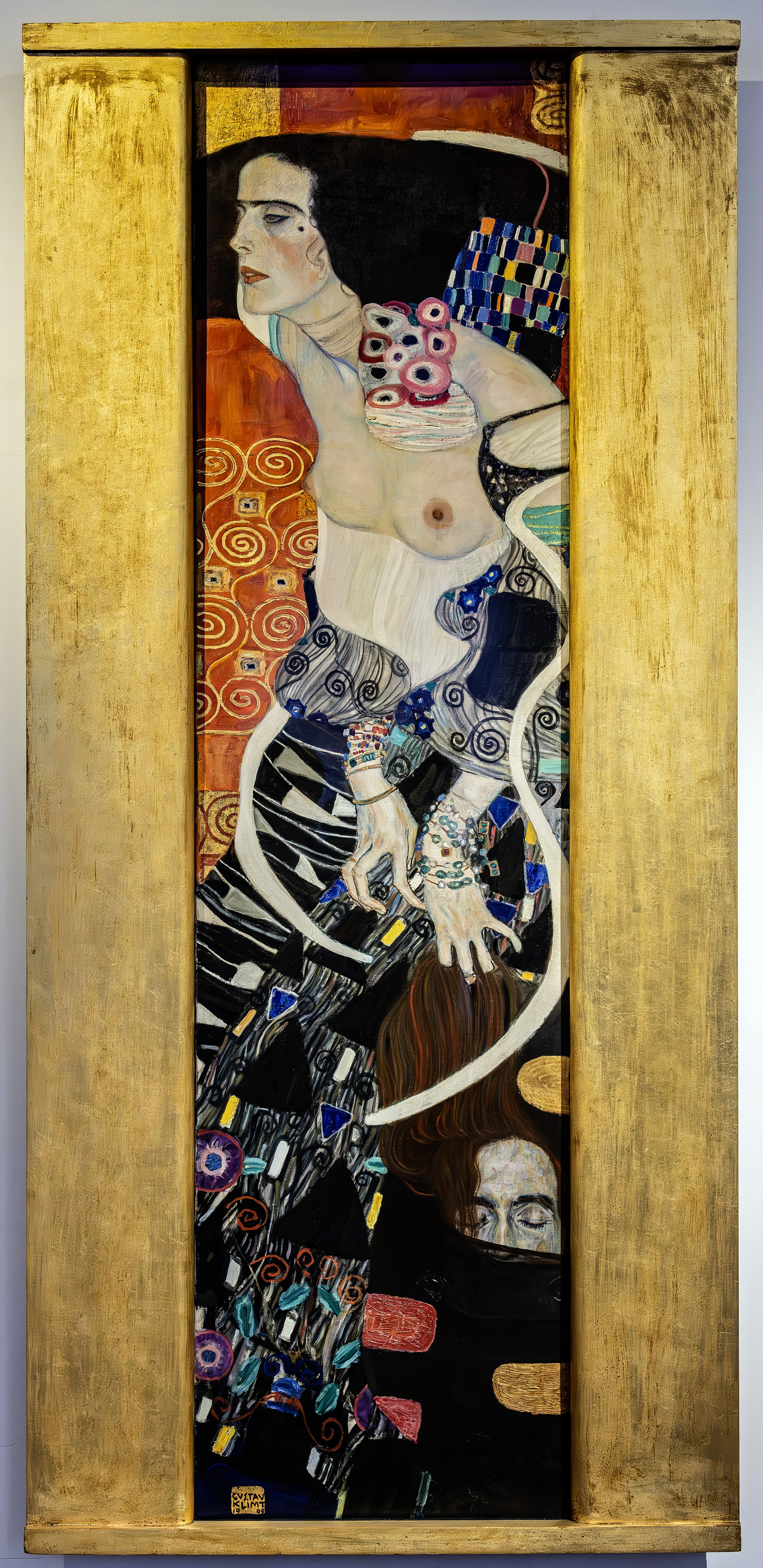
Judit II

En la versió de 1901, Judit manté una fascinació i sensualitat magnètica, posteriorment abandonada per Klimt a Judit II, on adquireix trets més aguts i una expressió ferotge. En les seves qualitats formals, la primera versió il·lustra una heroïna amb els trets arquetípics de les dames seductores descrites per artistes i escriptors simbolistes com Oscar Wilde, Víktor Vasnetsov, Gustave Moreau entre altres. Es delecta amb el seu poder i sexualitat, tant és així que els crítics van etiquetar malament la Judit de Klimt com a Salomé III, el personatge principal de la tragèdia d'Oscar Wilde de 1891. Per a subratllar i tornar a emfatitzar que la dona en realitat era Judit i no Salomé, va fer que el seu germà Georg li fes el marc metàl·lic amb «Judit i Holofernes» gravat.